# الكلية المتعددة التخصصات الناظور
35°01′13″N 3°38′02″W / 35.020277777778°N 3.6338888888889°W

الكلية المتعددة التخصصات الناظور (بالفرنسية: faculté pluridisciplinaire de Nador؛ اختصارا: FPN) هي كلية للتعليم الجامعي تقع بمدينة سلوان في المغرب، تابعة لجامعة محمد الأول. وقد تأسست في 26 سبتمبر 2005، وتمنح دبلومات الإجازة الجامعية في الدرجات الأساسية والمهنية في مجالات العلوم والاقتصاد والقانون والأدب والدين
ويفوق عدد طلابها 20000 طالب، مما يجعلها من بين أكبر الكليات بالمغرب، نصفهم يتابعون دراستهم بشعبة القانون.

## الدبلومات
تمنح الإجازات الأساسية في 13 تخصصا:
1. علوم الرياضيات والمعلوميات (Sciences Mathématiques et Informatique)
2. علوم الرياضيات التطبيقية (Sciences Mathematique Applique)
3. علوم مادة الفيزياء (Sciences de la Matière Physique)
4. علوم مادة الكيمياء (Sciences de la Matière Chimie)
5. علوم الحياة (Sciences de la Vie)
6. علوم الاقتصاد والتدبير (Sciences Economiques et de Gestion)
7. الدراسات العربية (Etudes Arabes)
8. الدراسات الفرنسية (Etudes Franaises)
9. الدراسات الإسبانية (Etudes Hispaniques)
10. الدراسات الإسلامية (Etudes Islamiques)
11. القانون (Droit)
12. الدراسات الأمازيغية (Etudes Amazighes)[2]
13. الدراسات الإنجليزية (Etudes Anglaises)

تمنح الإجازات المهنية في 4 تخصصات:
1. Electronique et Informatique Industrielle
2. Expert en Immobilier et Construction
3. Mangement des Opérations Import-Export
4. Sciences de la Mer et Biotechnologie Marine

## وصلات خارجية
- الموقع الرسمي للكلية
- الموقع الرسمي لجامعة محمد الأول